# Skottorp
Skottorp is een dorp in de gemeente Laholm in de provincie Halland, Zweden. Het dorp heeft een inwoneraantal van 451 en een oppervlakte van 76 hectare.
In Skottorp ligt het kasteel Skottorps slot dat gebouwd is tussen 1670 en 1680.
Ala · Allarp · Edenberga · Genevad · Hasslöv · Hishult · Knäred · Laholm · Lilla Tjärby · Mellbystrand · Ränneslöv · Skottorp · Skummeslövsstrand · Vallberga · Våxtorp · Veinge · Ysby